# Gene Jones
Pour les articles homonymes, voir Jones.
Gene Jones est un acteur américain, principalement connu pour ses rôles dans No Country for Old Men (2007) et The Sacrament (2013). Pour son rôle dans ce dernier film, il a été nommé pour le prix Fangoria Chainsaw du meilleur acteur de soutien.

## Filmographie partielle

### Au cinéma
- 2004 : Shock Act : Carl Phelps
- 2005 : Flightless Birds : Dallas
- 2007 : Non, ce pays n'est pas pour le vieil homme : le propriétaire de la station d'essence
- 2010 : Working It Out  (en) : Henry
- 2012 : The Odd Life of Timothy Green : Neighbor
- 2012 : My Prologue  : Jonas
- 2012 : Whiskey 'n Ditch  : Hank
- 2013 : The Sacrament : Father
- 2013 : Le Monde fantastique d'Oz (Oz the Great and Powerful) : Wild West Barker
- 2014 : A Merry Friggin' Christmas  : Glen
- 2015 : Les Huit Salopards (The Hateful Eight) de Quentin Tarantino : Sweet Dave
- 2015 : Bug : Earl
- 2015 : Dementia de Perci Intalan
- 2015 : Uncaged : Wade
- 2016 : Katie Says Goodbye de Wayne Roberts : M. Willard
- 2018 : The Old Man and The Gun de David Lowery
- 2023 : Killers of the Flower Moon de Martin Scorsese : Pitts Beatty
- 2023 : Last Stop : Yuma County (The Last Stop in Yuma County) de Francis Galluppi : Robert

### À la télévision
- 2004 : Chappelle's Show (émission de télévision humoristique américaine)
- 2012 : Louie (série télévisée)
- 2013 : Boardwalk Empire (série télévisée)
- 2015 : Inside Amy Schumer (série télévisée à sketchs)